# Alloplasta plantaria
Alloplasta plantaria là một loài tò vò trong họ Ichneumonidae.